# Книжка року 2016
  
Церемонія нагородження переможців XVIII Всеукраїнського рейтингу «Книжка року 2016» відбулась 17 лютого 2017 року у Національній бібліотеці України імені В.Вернадського. Організатори: Інститут літератури імені Т.Г.Шевченка Національної Академії наук України, Національна бібліотека України імені В.І.Вернадського, Фонд сприяння розвитку мистецтв, газета «Україна молода», центр рейтинґових досліджень «Еліт-Профі». 
«Зібралося дуже багато достойних книжок. Цього року в цьому списку з’явилося кілька важливих праць, які фіксують історію сьогодення», – зауважив доктор наук з соціальних комунікацій Василь Теремко, який був удостоєний нагороджувати переможців у номінації «Обрій».
Рейтингове дослідження «Книжка року 2016» оцінювали 76 експертів, до яких потрапило 1098 видань, що побачили світ від грудня 2015-го до грудня 2016-го року. Було визначено найкращі книжки у семи тематичних номінаціях, гран-прі «Книжка року 2016» та «Видавничий імідж». 
Гран-прі отримала Шевченківська енциклопедія у 6-ти томах. Нагородою відзначили 5-й та 6-й томи (Інститут літератури ім. Шевченка НАН України). У номінації "Видавничий імідж" перемогу отримало "Видавництво Старого Лева".  
| Номінація            | Категорія | Автор                              | Назва | Видавництво                                            | Результат         |
| -------------------- | --- | ---------------------------------- | --- | ------------------------------------------------------ | ----------------- |
| «Обрії»              | Науково-популярна література (оцінювалось 35 видань)                                                                                  | Ренс Бод                           | Забуті науки. Історія гуманітарних наук. Серія «Історична думка»                                                              | К.: Видавництво Жупанського                            |                   |
| «Обрії»              | Науково-популярна література (оцінювалось 35 видань)                                                                                  | Ерік Бріньолфссон, Ендрю Макафі    | Друга епоха машин: робота, прогрес та процвітання в часи надзвичайних технологій                                              | К.: К.FUND                                             |                   |
| «Обрії»              | Науково-популярна література (оцінювалось 35 видань)                                                                                  | Ешлі Венс                          | Ілон Маск: Tesla, SpaceX і шлях у фантастичне майбутнє                                                                        | К.: Видавець Форостина О.В.                            | Перемога (73,14)  |
| «Обрії»              | Науково-популярна література (оцінювалось 35 видань)                                                                                  | Малколм Гладуелл                   | Неординарні. Історії успіху                                                                                                   | Х.: Клуб сімейного дозвілля                            |                   |
| «Обрії»              | Науково-популярна література (оцінювалось 35 видань)                                                                                  | Томас Гілланд Еріксен              | Сміття і люди. Зворотній бік споживання. Серія «Viae Humanae»                                                                 | К.: Ніка-Центр                                         |                   |
| «Обрії»              | Науково-популярна література (оцінювалось 35 видань)                                                                                  | Дункан Кларк                       | Alibaba. Дім, який збудував Джек Ма                                                                                           | К.: К.FUND                                             |                   |
| «Обрії»              | Науково-популярна література (оцінювалось 35 видань)                                                                                  | Олександр Роднянський              | Виходить продюсер | К.: Брайт Стар Паблішинґ                               |                   |
| «Обрії»              | Публіцистика / сучасні мемуари (оцінювалось 61 видання)                                                                               | Микола Давидюк                     | Як працює путінська пропаганда                                                                                                | К.: Смолоскип                                          |                   |
| «Обрії»              | Публіцистика / сучасні мемуари (оцінювалось 61 видання)                                                                               | Микола Давидюк                     | Добробати | Х.: Фоліо                                              |                   |
| «Обрії»              | Публіцистика / сучасні мемуари (оцінювалось 61 видання)                                                                               | Осип Зінкевич                      | Щоденник. 1948-1949, 1967-1968, 1971-1976                                                                                     | К.: Смолоскип                                          |                   |
| «Обрії»              | Публіцистика / сучасні мемуари (оцінювалось 61 видання)                                                                               | Андрій Кокотюха                    | Покоління сміливих. Україна 25 років незалежності                                                                             | Х.: Віват                                              |                   |
| «Обрії»              | Публіцистика / сучасні мемуари (оцінювалось 61 видання)                                                                               | Сергій Лойко                       | Аеропорт у фотографіях і текстах                                                                                              | К.: А-БА-БА-ГА-ЛА-МА-ГА                                |                   |
| «Обрії»              | Публіцистика / сучасні мемуари (оцінювалось 61 видання)                                                                               | Сергій Лойко                       | Майдан. Свідчення. Київ, 2013–2014. Серія «Бібліотека спротиву. Бібліотека надії»                                             | К.: Дух і Літера                                       | Перемога (70,86)  |
| «Обрії»              | Публіцистика / сучасні мемуари (оцінювалось 61 видання)                                                                               | Мирослав Маринович                 | Всесвіт за колючим дротом. Спогади і роздуми дисидента                                                                        | Л.: Видавництво Українського католицького університету |                   |
| «Обрії»              | Спеціальна література / довідкові видання (оцінювалось 87 видань)                                                                     | В.О.Балух, В.П.Коцур               | Культура античності; Ранньомодерна Європа                                                                                     | Чернівці: Наші книги                                   |                   |
| «Обрії»              | Спеціальна література / довідкові видання (оцінювалось 87 видань)                                                                     | Сергей Згурец                      | Оружие Украины. Блеск и скрежет стали. Том1. Уроки войны                                                                      | К.: Defence Express Media                              |                   |
| «Обрії»              | Спеціальна література / довідкові видання (оцінювалось 87 видань)                                                                     | Святослав Караванський             | Російсько-український словник складної лексики                                                                                | Л.: БаК                                                |                   |
| «Обрії»              | Спеціальна література / довідкові видання (оцінювалось 87 видань)                                                                     | Георгій Почепцов                   | Сучасні інформаційні війни | К.: Києво-Могилянська академія                         |                   |
| «Обрії»              | Спеціальна література / довідкові видання (оцінювалось 87 видань)                                                                     | о.Климентій Василь Стасів          | Місія високого слова. Василіянське книговидання: минуле, сучасне і майбутнє                                                   | Жовква: Місіонер                                       | Перемога (80,00)  |
| «Обрії»              | Спеціальна література / довідкові видання (оцінювалось 87 видань)                                                                     | о.Климентій Василь Стасів          | Український тлумачний словник. Тезаурус                                                                                       | Ірпінь: Перун                                          |                   |
| «Обрії»              | Спеціальна література / довідкові видання (оцінювалось 87 видань)                                                                     | о.Климентій Василь Стасів          | Українсько-латинсько-англійський медичний енциклопедичний словник                                                             | К.: Медицина                                           |                   |
| «Минувшина»          | Популярні видання / історична белетристика (оцінювалось 31 видання)                                                                   | Джеймс Мейс                        | Україна: матеріалізація привидів                                                                                              | К.: Кліо                                               | Перемога (59,81)  |
| «Минувшина»          | Дослідження / документи (оцінювалось 43 видань)                                                                                       | Джеймс Мейс                        | 1933: «І чого ви ще живі?» | К.: Кліо                                               | Перемога (53,75)  |
| «Минувшина»          | Біографії / мемуари (оцінювалось 51 видання)                                                                                          | Джеймс Мейс                        | Князі Вишневецькі. Серія «Еліта»                                                                                              | К.: Балтія-Друк                                        | Перемога (79,69)  |
| «Софія»              | Зарубіжна гуманітаристика (оцінювалось 28 видань)                                                                                     | За редакцією Умберто Еко           | Історія європейської цивілізації. Греція; Близький Схід                                                                       | Х.: Фоліо                                              | Перемога (84,63)  |
| «Софія»              | Українська гуманітаристика (оцінювалось 28 видань)                                                                                    | Тарас Лютий                        | Ніцше. Самоперевершення | К.: Темпора                                            | Перемога (108,00) |
| «Дитяче свято»       | Книжки для малечі (до 7 років) (оцінювалось 47 видань)                                                                                | Сашко Дерманський                  | Маляка і Гаплик; Маляка і Навіжений дракон; Маляка – принцеса Драконії                                                        | Вінниця: Теза                                          | Перемога (44,00)  |
| «Дитяче свято»       | Твори для школярів молодших і середніх класів (оцінювалось 66 видань)                                                                 | Григорій Фалькович                 | Шалахмонеси | К.: Дух і Літера                                       | Перемога (61,33)  |
| «Дитяче свято»       | Підліткова та юнацька література (оцінювалось 51 видання)                                                                             | Вільям Шекспір                     | Ромео і Джульєтта | К.: А-БА-БА-ГА-ЛА-МА-ГА                                | Перемога (57,08)  |
| «Дитяче свято»       | Пізнавальна та розвиваюча книга (оцінювалось 35 видань)                                                                               | Богдан Тихолоз, Наталя Тихолоз     | Франко від А до Я. Серія "Дитячі освітні книжки"                                                                              | Л.: Видавництво Старого Лева                           | Перемога (89,17)  |
| «Хрестоматія»        | Художня класика (оцінювалось 37 видань)                                                                                               |                                    | Апостол | К.: Фенікс                                             | 30,64             |
| «Хрестоматія»        | Художня класика (оцінювалось 37 видань)                                                                                               | Семюел Беккет                      | Уот | К.: А-БА-БА-ГА-ЛА-МА-ГА                                | 25.03             |
| «Хрестоматія»        | Художня класика (оцінювалось 37 видань)                                                                                               | Семюел Беккет                      | Беладонна. Любовний роман 20-х років                                                                                          | К.: Темпора                                            | Перемога (71,14)  |
| «Хрестоматія»        | Художня класика (оцінювалось 37 видань)                                                                                               | Семюел Беккет                      | Постріл на сходах. Детектив 20-х років                                                                                        | К.: Темпора                                            | Перемога (71,14)  |
| «Хрестоматія»        | Художня класика (оцінювалось 37 видань)                                                                                               | Семюел Беккет                      | Шляхи під сонцем. Репортаж 20-х років                                                                                         | К.: Темпора                                            | Перемога (71,14)  |
| «Хрестоматія»        | Художня класика (оцінювалось 37 видань)                                                                                               | Майк Йогансен                      | Подорожі філософа під кепом                                                                                                   | К.: Темпора                                            | Перемога (71,14)  |
| «Хрестоматія»        | Художня класика (оцінювалось 37 видань)                                                                                               | Майк Йогансен                      | Дорогого каміння сховище | К.: Мистецтво                                          | 24,57             |
| «Хрестоматія»        | Художня класика (оцінювалось 37 видань)                                                                                               | Укладач Юрій Винничук              | Невідоме розстріляне відродження. Антологія                                                                                   | Х.: Фоліо                                              | 59,86             |
| «Хрестоматія»        | Художня класика (оцінювалось 37 видань)                                                                                               | Григорій Сковорода                 | Повна академічна збірка творів                                                                                                | Х.: Видавець Савчук О.О.                               | 31,00             |
| «Хрестоматія»        | Художня класика (оцінювалось 37 видань)                                                                                               | Іван Франко                        | Мойсей | Л.: Апріорі                                            | 28,93             |
| «Хрестоматія»        | Художня класика (оцінювалось 37 видань)                                                                                               | Теодор Герцль                      | Єврейська Держава | Л.: Апріорі                                            | 28,93             |
| «Хрестоматія»        | Життєписи (оцінювалось 27 видань) | Роман Горак                        | Василь Стефаник. Книга 2 | Л.: Апріорі                                            | 40,21             |
| «Хрестоматія»        | Життєписи (оцінювалось 27 видань) | Роман Горак                        | Кинути каменем: есеї про Ірину Вільде                                                                                         | Л.: Апріорі                                            | Перемога (41,29)  |
| «Хрестоматія»        | Життєписи (оцінювалось 27 видань) | Елеонора Соловей                   | Невпізнаний гість. Доля і спадщина Володимира Свідзінського                                                                   | К.: Наукова думка                                      | 33,21             |
| «Хрестоматія»        | Життєписи (оцінювалось 27 видань) | Тетяна Терен                       | RECвізити. Антологія письменницьких голосів. У двох книгах                                                                    | Л.: Видавництво Старого Лева                           | 25,14             |
| «Хрестоматія»        | Життєписи (оцінювалось 27 видань) | Леся Українка                      | Листи. 1876–1891 | К.: Комора                                             | 32,43             |
| «Хрестоматія»        | Життєписи (оцінювалось 27 видань) | Валерій Шевчук                     | На березі часу. Ті, котрі поруч: спогади про сучасників                                                                       | К.: Либідь                                             | 40,00             |
| «Хрестоматія»        | Життєписи (оцінювалось 27 видань) | Олександер Шугай                   | Цвіт вишні, або Втрачене кохання Василя Мисика                                                                                | К.: Ярославів Вал                                      | 40,29             |
| «Хрестоматія»        | Літературознавство / критика (оцінювалось 36 видань)                                                                                  |                                    | Антологія української літературно-критичної думки першої половини ХХ століття                                                 | К.: Смолоскип                                          | 30,71             |
| «Хрестоматія»        | Літературознавство / критика (оцінювалось 36 видань)                                                                                  | Іван Дзюба                         | У літературі й навколо | К.: Либідь                                             | 25,29             |
| «Хрестоматія»        | Літературознавство / критика (оцінювалось 36 видань)                                                                                  | Архієпіскоп Ігор Ісіченко          | Духовні виміри барокового тексту; Слово. Символ. Ритуал. Збірник на пошану архієпіскопа Ігоря Ісіченка з нагоди його 60-річчя | Х.: Акта                                               | 31,14             |
| «Хрестоматія»        | Літературознавство / критика (оцінювалось 36 видань)                                                                                  | Костянтин Родик                    | Актуальна література: пунктир-ециклопедія. Книга перша                                                                        | К.: Радуга                                             | 55,07             |
| «Хрестоматія»        | Літературознавство / критика (оцінювалось 36 видань)                                                                                  | Микола Рябчук                      | Каміння і Сізіф | Х.: Акта                                               | 21,50             |
| «Хрестоматія»        | Літературознавство / критика (оцінювалось 36 видань)                                                                                  | Микола Рябчук                      | Українська літературна критика ХХ століття. Том 1.                                                                            | К.: Інститут літератури НАН України; Наукова думка     | 50,86             |
| «Хрестоматія»        | Літературознавство / критика (оцінювалось 36 видань)                                                                                  | Микола Рябчук                      | Шевченківська енциклопедія. В 6 томах. Том 5, 6.                                                                              | К.: Інститут літератури НАН України                    | Перемога (89,86)  |
| «Красне письменство» | Сучасна українська проза/есеїстика/драматургія (оцінювалось 88 видань)                                                                | Володимир Діброва                  | Чотири, три, два, один | К.: Laurus                                             | 23,50             |
| «Красне письменство» | Сучасна українська проза/есеїстика/драматургія (оцінювалось 88 видань)                                                                | Оксана Забужко                     | І знов я влізаю в танк… | К.: Комора                                             | 32,30             |
| «Красне письменство» | Сучасна українська проза/есеїстика/драматургія (оцінювалось 88 видань)                                                                | Юрко Іздрик                        | Номінація | Л.: Видавництво Старого Лева                           | 27,70             |
| «Красне письменство» | Сучасна українська проза/есеїстика/драматургія (оцінювалось 88 видань)                                                                | Андрей Курков                      | Шенгенская история | Х.: Фоліо                                              | 14,75             |
| «Красне письменство» | Сучасна українська проза/есеїстика/драматургія (оцінювалось 88 видань)                                                                | Таня Малярчук                      | Забуття | Л.: Видавництво Старого Лева                           | 32,75             |
| «Красне письменство» | Сучасна українська проза/есеїстика/драматургія (оцінювалось 88 видань)                                                                | Галина Пагутяк                     | Гіркі землі | Вінниця: Теза                                          | 17,15             |
| «Красне письменство» | Сучасна українська проза/есеїстика/драматургія (оцінювалось 88 видань)                                                                | Олесь Ульяненко                    | Яйця динозавра | К.: Люта справа                                        | Перемога (33,10)  |
| «Красне письменство» | Жанрова література (детектив/пригоди/фантастика/любовний роман/історичний роман/молодіжна проза/автобіографії (оцінювалось 63 видань) | Тарас Антипович                    | Помирана. Серія «Сучасна проза»                                                                                               | К.: А-БА-БА-ГА-ЛА-МА-ГА                                | 39,75             |
| «Красне письменство» | Жанрова література (детектив/пригоди/фантастика/любовний роман/історичний роман/молодіжна проза/автобіографії (оцінювалось 63 видань) | Юрій Винничук                      | Цензор снів | Х.: Фоліо                                              | Перемога (44,95)  |
| «Красне письменство» | Жанрова література (детектив/пригоди/фантастика/любовний роман/історичний роман/молодіжна проза/автобіографії (оцінювалось 63 видань) | Борис Гуменюк                      | Блокпост | К.: Академія                                           | 23,65             |
| «Красне письменство» | Жанрова література (детектив/пригоди/фантастика/любовний роман/історичний роман/молодіжна проза/автобіографії (оцінювалось 63 видань) | Мирослав Дочинець                  | Мафтей. Книга написана сухим пером                                                                                            | Мукачево: Карпатська вежа                              | 25,65             |
| «Красне письменство» | Жанрова література (детектив/пригоди/фантастика/любовний роман/історичний роман/молодіжна проза/автобіографії (оцінювалось 63 видань) | Юрій Косач                         | День гніву. «Доросла серія»                                                                                                   | К.: А-БА-БА-ГА-ЛА-МА-ГА                                | 39,6              |
| «Красне письменство» | Жанрова література (детектив/пригоди/фантастика/любовний роман/історичний роман/молодіжна проза/автобіографії (оцінювалось 63 видань) | Ярослав Мельник                    | Маша, або Постфашизм | Л.: Видавництво Старого Лева                           | 31,35             |
| «Красне письменство» | Жанрова література (детектив/пригоди/фантастика/любовний роман/історичний роман/молодіжна проза/автобіографії (оцінювалось 63 видань) | Юрій Щербак                        | Зброя судного дня | К.: Ярославів Вал                                      | 27,05             |
| «Красне письменство» | Зарубіжна проза/есеїстика/драматургія (оцінювалось 99 видань)                                                                         | Світлана Аліксієвич                | У війни не жіноче обличчя. Цинкові хлопчики                                                                                   | Х.: Віват                                              | 16,75             |
| «Красне письменство» | Зарубіжна проза/есеїстика/драматургія (оцінювалось 99 видань)                                                                         | Сол Беллоу                         | Гендерсон, повелитель дощу. Серія «Лауреати Нобелівської премії»                                                              | К.: Видавництво Жупанського                            | 20,80             |
| «Красне письменство» | Зарубіжна проза/есеїстика/драматургія (оцінювалось 99 видань)                                                                         | Вітольд Ґомбрович                  | Транс-Атлантик | Л.: Видавництво Старого Лева                           | 25,25             |
| «Красне письменство» | Зарубіжна проза/есеїстика/драматургія (оцінювалось 99 видань)                                                                         | Умберто Еко                        | Острів напередодні. Серія «Карта світу»                                                                                       | Х.: Фоліо                                              | 20,50             |
| «Красне письменство» | Зарубіжна проза/есеїстика/драматургія (оцінювалось 99 видань)                                                                         | Салман Рушді                       | Сатанинські вірші. Серія «Майстри світової прози»                                                                             | К.: Видавництво Жупанського                            | Перемога (57,40)  |
| «Красне письменство» | Зарубіжна проза/есеїстика/драматургія (оцінювалось 99 видань)                                                                         | Жан-Поль Сартр                     | Шляхи свободи. Смерть у душі. Серія «Лауреати Нобелівської премії»                                                            | К.: Видавництво Жупанського                            | 21,40             |
| «Красне письменство» | Зарубіжна проза/есеїстика/драматургія (оцінювалось 99 видань)                                                                         | Джон Фаулз                         | Маг | Х.: Клуб сімейного дозвілля                            | 24,10             |
| «Красне письменство» | Поезія / афористика (оцінювалось 71 видання)                                                                                          |                                    | Антологія молодої поезії США                                                                                                  | К.: А-БА-БА-ГА-ЛА-МА-ГА                                | 29,25             |
| «Красне письменство» | Поезія / афористика (оцінювалось 71 видання)                                                                                          |                                    | Антологія української поезії ХХ століття. Серія «Українська Поетична Антологія»                                               | К.: А-БА-БА-ГА-ЛА-МА-ГА                                | Перемога (57,90)  |
| «Красне письменство» | Поезія / афористика (оцінювалось 71 видання)                                                                                          | Василь Герасим'юк                  | Anno Афини. Серія «Українська Поетична Антологія»                                                                             | К.: А-БА-БА-ГА-ЛА-МА-ГА                                | 33,95             |
| «Красне письменство» | Поезія / афористика (оцінювалось 71 видання)                                                                                          | Ігор Калинець                      | Калиновий герб. Серія «Українська Поетична Антологія»                                                                         | К.: А-БА-БА-ГА-ЛА-МА-ГА                                |                   |
| «Красне письменство» | Поезія / афористика (оцінювалось 71 видання)                                                                                          | Іван Малкович                      | Подорожник. Серія «Українська Поетична Антологія»                                                                             | К.: А-БА-БА-ГА-ЛА-МА-ГА                                |                   |
| «Красне письменство» | Поезія / афористика (оцінювалось 71 видання)                                                                                          | Василь Герасим'юк                  | Ґрегіт. Вибране. Серія «Бібліотека Шевченкового комітету»                                                                     | К.: Просвіта                                           | 33,00             |
| «Красне письменство» | Поезія / афористика (оцінювалось 71 видання)                                                                                          | Сергій Жадан                       | Тамплієри | Чернівці: Meridian Czernowitz                          | 45,20             |
| «Красне письменство» | Поезія / афористика (оцінювалось 71 видання)                                                                                          | Маріанна Кіяновська, Мар’яна Савка | Листи з Литви / Листи зі Львова                                                                                               | Л.: Видавництво Старого Лева                           | 19,75             |
| «Красне письменство» | Поезія / афористика (оцінювалось 71 видання)                                                                                          | Пауль Целан                        | Злам подиху | Чернівці: Книги–ХХІ                                    | 20,20             |
| «Візитівка»          | Мистецтво (оцінювалось 55 видань) |                                    | Казимир Малевич. Київський період 1928–1930                                                                                   | К.: Родовід                                            | Перемога (46,42)  |
| «Візитівка»          | Етнологія/етнографія/фольклор/історія повсякдення/соціолінгвістика (оцінювалось 28 видань)                                            | Пантелеймон Куліш                  | Повне зібрання творів. Том ІІІ: Записки о Южной Руси. Книга 1–2                                                               | К.: Критика                                            | Перемога (60,54)  |
| «Візитівка»          | Краєзнавча і туристична література | Флоріан Заплетал                   | Дерев’яні церкви Закарпаття; Міста і села Закарпаття                                                                          | Ужгород: Видавництво Олександри Гаркуші                | Перемога (46,46)  |